# يوسف أيمن (لاعب كرة قدم قطري)
يوسف أيمن حافظ فرحات لاعب كرة قدم قطري من أصول مصرية، ولد في (21 مارس 1999) ، يلعب لصالح النادي الأهلي المصري في الدوري المصري الممتاز معار من نادي الدحيل القطري.
بدأ في النادي الأهلي المصري و غادر مع والده إلى قطر لظروف العمل و انظم إلى أكاديمية أسباير في عام 2009 و انظم بعدها إلى نادي الدحيل و أعير إلى نادي يوبين البلجيكي و نادي قطر ونادي السيلية و أعير إلى النادي الأهلي المصري في صيف عام 2024.

## روابط خارجية
- يوسف أيمن حافظ على موقع قاعدة بيانات كرة القدم.إي يو (الإنجليزية)
- يوسف أيمن حافظ على موقع ناشيونال فوتبول تيمز (الإنجليزية)
- يوسف أيمن حافظ على موقع Soccerway.com (الإنجليزية)
- يوسف أيمن حافظ على موقع عالم كرة القدم.نت (الإنجليزية)